# Präzisionsgelenkte Munition

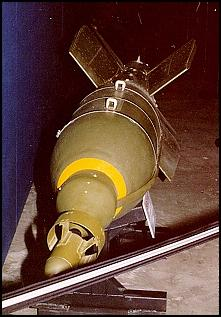
Lasergelenkte Bombe BOLT-117

Als präzisionsgelenkte Munition (englisch precision-guided munition, PGM; Smart Munition, Smart Bomb oder Guided Bomb Unit kurz GBU) werden selbststeuernde und ferngelenkte Raketen, Flugkörper, Fliegerbomben und Artilleriegranaten bezeichnet, die nach dem Verlassen des Trägersystems beziehungsweise nach dem Abschuss ihre Fluglage gezielt ändern und somit eine gegenüber ungelenkter Munition wesentlich größere Zielgenauigkeit erreichen können.

## Prinzip
Da der Schadenseffekt von Explosivwaffen nach dem quadratischen Abstandsgesetz mit zunehmender Entfernung zum Ziel „überproportional“ abnimmt, kann ein Ziel bei höherer Treffergenauigkeit mit weniger bzw. kleinerer Munition vernichtet werden. Im Ergebnis bewirkt eine präzisere Munition einen größeren Wirkschaden und einen reduzierten Begleitschaden (Kollateralschaden).
Präzisionsgelenkte Waffen haben – anders als ungelenkte Munition – zusätzlich einen elektronischen Sensor zur Erkennung der Position (GPS) oder auch von Licht-, Infrarot- oder Radarsignalen, ein Steuersystem, steuerbare Leitwerke und eine Energieversorgung in Form einer Batterie.

## Lenkung

### Flugbahnlenkung
Die Streitkräfte der Vereinigten Staaten begannen wie die anderer Länder während des Ersten Weltkriegs Experimente mit ferngesteuerten, funkgelenkten Kleinflugzeugen zur Nutzung als fliegende Bombe oder als Übungsziel für Jagdflieger und Flugabwehrschützen. Dies jedoch mit geringem Erfolg.
Erst kurz vor oder während des Zweiten Weltkriegs wurden maßgeblich die technischen Grundlagen für steuerbare Bomben und Lenkflugkörper entwickelt.
Die ersten Waffen dieser Art waren mit einer programmgesteuerten Lenkautomatik ausgerüstet, ähnlich einem einfachen Autopiloten, was für eine einfache, jedoch relativ ungenaue Zielansteuerung bei Flächenzielen ausreichte. Beispiele hierfür sind die deutschen Lenkwaffen V1 und A4/V2.

### Funkgelenkte Waffen

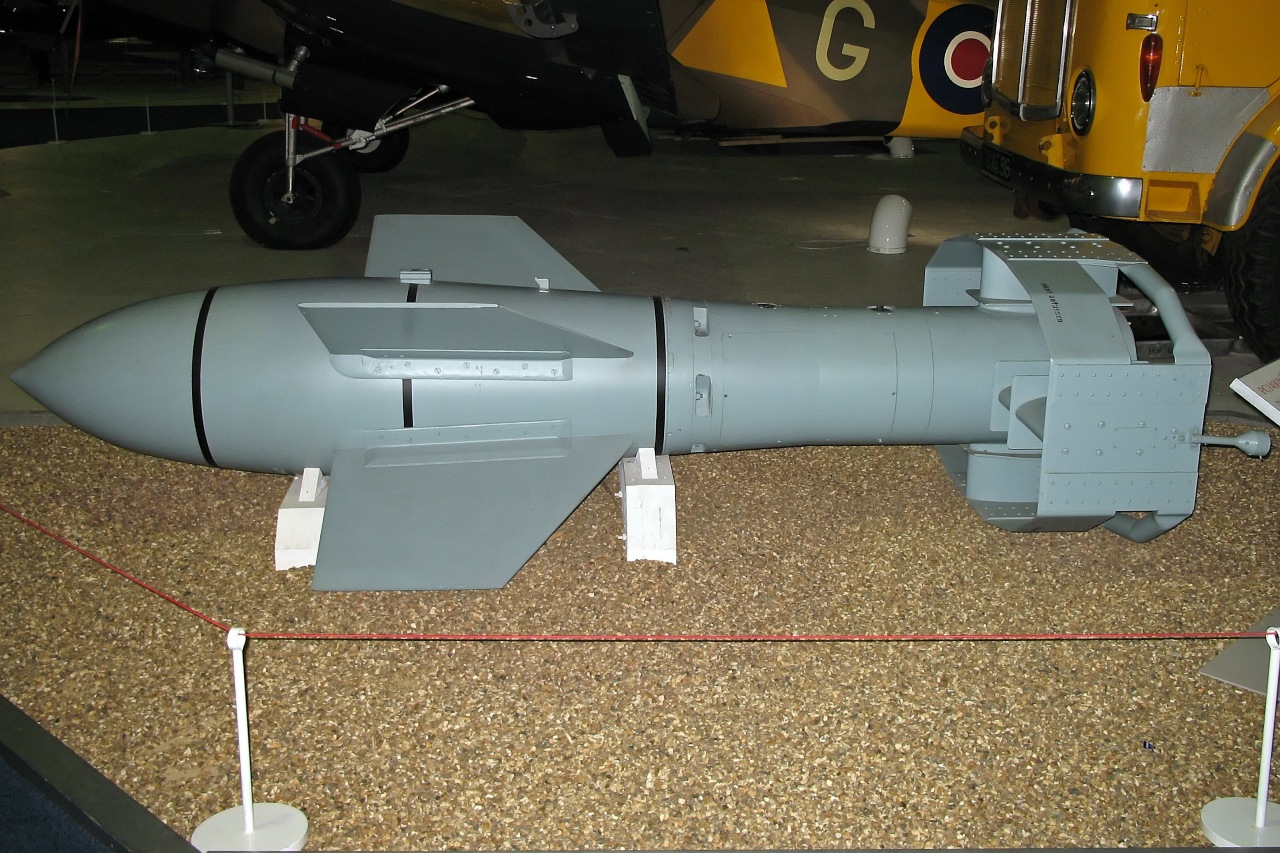
Lenkbombe Fritz X

Die erste einsatzfähige funkgesteuerte Waffe war der in Deutschland entwickelte Seezielflugkörper Fritz X, mit dem am 9. September 1943 das italienische Schlachtschiff Roma versenkt wurde.
Gesteuert wurde die Waffe durch einen im Bomber sitzenden Beobachter / Bombenschützen mittels eines frühen Joysticks. Die gleiche Steuerung wurde für die Gleit- bzw. Raketenbomben Hs 293 verwendet, eine Version mit Fernsehkamera in der Spitze kam nicht mehr zum Einsatz.

### Kabelgelenkte Waffen
Etwa gleichzeitig fanden Versuche mit der Übertragung der Lenksignale über Kabel oder Lichtwellenleiter statt. Eine der ersten produzierten Waffen dieses Typs war die deutsche Luft-Luft-Rakete X-4. Die Methode ist bis heute bei Panzerabwehrlenkwaffen wie MILAN, HOT oder TOW üblich und wird beispielsweise auch beim DM2A4 Seehecht-Torpedo eingesetzt.

### Radargelenkte Waffen
Während des Krieges gab es auf deutscher Seite Versuche, Boden-Luft-Raketen mittels Radar- und Funkfernsteuerung ins Ziel zu bringen. Bereits zuvor war Radar militärisch zur Tag- und Nachtjagd, bei der U-Boot-Jagd, für die Flak- und Schiffsartillerie eingesetzt worden, siehe Würzburg (Radar), Berlin (Radar) und Seetakt (Radar) (ein frühes Schiffsradar der deutschen Kriegsmarine im Zweiten Weltkrieg; die landgestützte Version hieß Freya (Radar)).
Die ersten Einsätze einer radargelenkten Lenkflugwaffe (LFK) fanden im April 1945 statt, als eine Gleitbombe der United States Navy vom Typ Bat (ASM-N2, SWOD MK.9) nach 20 Meilen Flug ein japanisches Geleitschiff traf.

### Optisch gelenkte Waffen
Optisch gelenkte Waffen (TV-Lenkung, Videolenkung) verwenden den sichtbaren Abschnitt des Lichtspektrums. Auf nahe Distanz können Flugkörper wie Ziel vom Startpunkt aus beobachtet und die Flugbahn entsprechend korrigiert werden, was auf weite Distanz nicht möglich ist.
Bei optisch gelenkten Waffen wird daher heute von einer an der Spitze montierten Kameraoptik während der Flugphase eine „Bombensicht“ des Ziels an den Waffensystemoffizier übermittelt, der mittels an der Bombe angebrachter steuerbarer Leitwerke den Kurs korrigiert und die Zielführung bis zum Einschlag vornimmt.
Das US-amerikanische Entwicklungsprogramm für optisch geführte Waffen wurde nach dem Zweiten Weltkrieg eingestellt und während des Koreakriegs fortgesetzt. In den 1960er-Jahren wurden dann erstmals elektro-optische Kamera-Bomben eingesetzt. Derartige Waffen kamen auch zunehmend durch die United States Air Force in den letzten Jahren des Vietnamkriegs zum Einsatz, da sich das politische Klima zunehmend gegen die Tolerierung von sogenannten Kollateralschäden durch Flächenbombardements wandte.
Obwohl optisch geführte Waffen nicht die Präzision von laser- und satellitengelenkten Waffen erreichen, kommen sie nach wie vor zum Einsatz. Die United States Navy verwendet die TV-geführte Gleitbombe AGM-62 Walleye in Verbindung mit dem AAW-144 Data Link Pod an dem trägergestützten Jagdbomber McDonnell Douglas F/A-18.
Neben TV-Sensoren im sichtbaren Lichtspektrum setzt man – mit manueller oder automatischer Lenkung – auch Infrarot- und andere Sensoren ein. Ein Beispiel für eine infrarotgelenkte Granate ist die aus Mörsern verschossenen Strix.

### Lasergelenkte Waffen

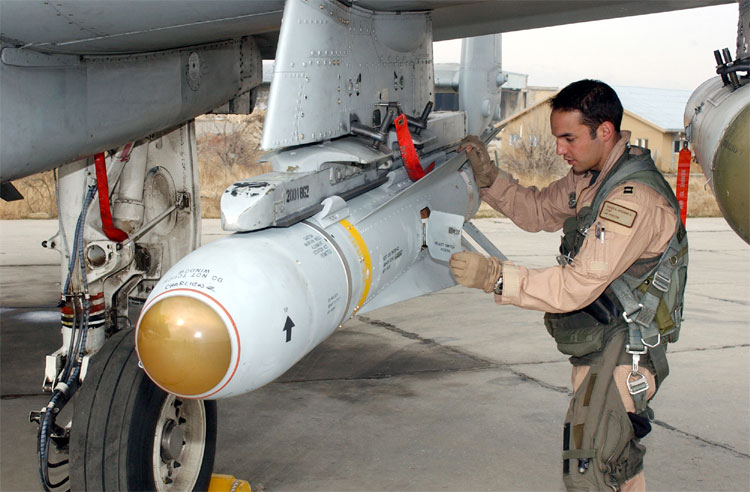
Ein A-10-Pilot inspiziert eine AGM-65G

Lasergelenkte Waffen besitzen einen Lasersucher aus Fotodioden anstatt einer Kameraoptik. Die Photodioden registrieren nur ein bestimmtes Wellenspektrum von monochromatischem Laserlicht, das in der Regel außerhalb des wahrnehmbaren Lichtspektrums gewählt wird. Damit das Ziel von dem Sensor erkannt wird, muss dieses vom Boden oder aus der Luft bis zum Einschlag mit einem Laserstrahl markiert werden. Der Nachteil dieses Systems ist die Notwendigkeit, dass die Bombe während der Endphase des Fluges Sichtkontakt zum Ziel haben muss. Wird der Sichtkontakt durch Wolken oder Hindernisse versperrt oder die Lasermarkierung behindert, verliert die Bombe ihr Ziel und kommt vom Kurs ab.
Lasergelenkte Waffen waren bis zur Entwicklung von Mikroprozessoren kaum verfügbar, wurden aber in Gestalt der Bombe BOLT-117 und später der Paveway-Serie in kleineren Stückzahlen ab 1968 von der US-Luftwaffe im Vietnamkrieg eingesetzt. Paveway-Bomben wurden dann 1982 von den britischen Streitkräften im Falklandkrieg ebenfalls in begrenzter Stückzahl eingesetzt. Der erste umfangreichere Einsatz war 1991 während der Operation Desert Storm in Kuwait, auch wenn in diesem Konflikt nach wie vor 93 % aller Bomben ungelenkt waren. 1999 wurden lasergelenkte Waffen wie die AGM-114 Hellfire und AGM-65E Maverick in großer Stückzahl im Kosovo-Krieg eingesetzt, wo ihre Effektivität jedoch unter den schlechten Wetterbedingungen auf der südlichen Balkanhalbinsel litt.
Ein Beispiel für eine lasergelenkte Artilleriegranate ist die bei der russischen Armee im Einsatz befindliche 2K25 Krasnopol sowie die seit 2002 im Test befindliche Kitolow, die mittels einer von vorgeschobener Position erfolgenden Lasermarkierung ihr Ziel findet. Das US-Gegenstück dazu ist die 155 mm-M712 Copperhead.

### Satellitengelenkte Waffen

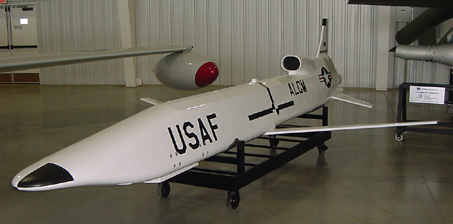
Boeing AGM-86 Cruise Missile

Über Satelliten geführte Waffen bestimmen ihre Position durch Satellitennavigationssysteme wie das US-amerikanische Global Positioning System (GPS-gelenkte Munition, das russische GLONASS, das chinesische Beidou oder das Indian Regional Navigation Satellite System, weshalb ihre Einsatzfähigkeit nicht durch schlechte Sichtverhältnisse oder unzureichende Lasermarkierungen gestört werden kann. Aufgrund der geringen Sendeleistung der Navigationssatelliten kann jedoch deren Signal durch Funkstörquellen, so genannte Jammer, beeinträchtigt werden. Deshalb besitzen diese Waffen zusätzlich noch ein Trägheitsnavigationssystem, das bei Signalverlust die Flugsteuerung übernimmt.
Der Streukreisradius, in dem der Sprengkopf mit einer Wahrscheinlichkeit von 50 % einschlägt, beträgt bei GPS-Systemen 5 m wenn das GPS-Signal ungestört empfangen wird. Die Trägheitsnavigation erreicht im Vergleich dazu nur 30 m und steigt (im Gegensatz zum GPS) mit zunehmender Abwurfshöhe an. Die Zielgenauigkeit satellitengelenkter Waffen ist sowohl von der Präzision des Messsystems zur Lagebestimmung als auch von der Genauigkeit der Zielkoordinaten abhängig. Letztere basieren oft auf unpräzisen Geheimdienstinformationen. Bei unbeweglichen Objekten liefern oft Aufklärungssatelliten die Koordinaten.
Satellitengelenkte Marschflugkörper wie die BGM-109 Tomahawk wurden 2003 erstmals in großer Zahl durch die US-Streitkräfte bei der Operation Iraqi Freedom eingesetzt, um in einer ersten Angriffswelle ohne Gefährdung eigener Piloten die irakischen Flugabwehrstellungen und Kommunikationszentren zu vernichten.
Auch bei Artilleriegeschossen (Granaten) hält die Präzisionslenkung Einzug. So sind die amerikanische Excalibur oder die italienische Vulcano mit GPS-Lenkung ausgerüstet.

### Gelände-Kontur-Abgleich
Der Gelände-Kontur-Abgleich (englisch Terrain Contour Matching, kurz TERCOM) ist ein Verfahren in der Navigation. Mit diesem Verfahren werden heute hauptsächlich Marschflugkörper in ein Zielgebiet geführt.

### Trägheitslenkung
Ein Trägheitsnavigationssystem oder inertiales Navigationssystem (engl. Inertial Navigation System), kurz INS ist ein 3D-Messsystem mit Beschleunigungssensoren und Kreiselstabilisierung. Durch Integration der gemessenen Beschleunigungen wird laufend die räumliche Bewegung der Munition und daraus die jeweilige geografische  Position bestimmt.